# Vocetius Mons
Vocetius Mons era una comarca que només menciona Tàcit i que situa al país dels helvecis que es suposa podria ser part del Jura avui anomenada Bötzberg. Els helvecis van fugir davant l'arribada d'Aulus Cecina Aliè l'any 70 i es van amagar a aquesta regió on molts van ser capturats i massacrats. La seva ciutat principal era Avènticum, que es va rendir a Cecina.